# 상가 트리내셔널

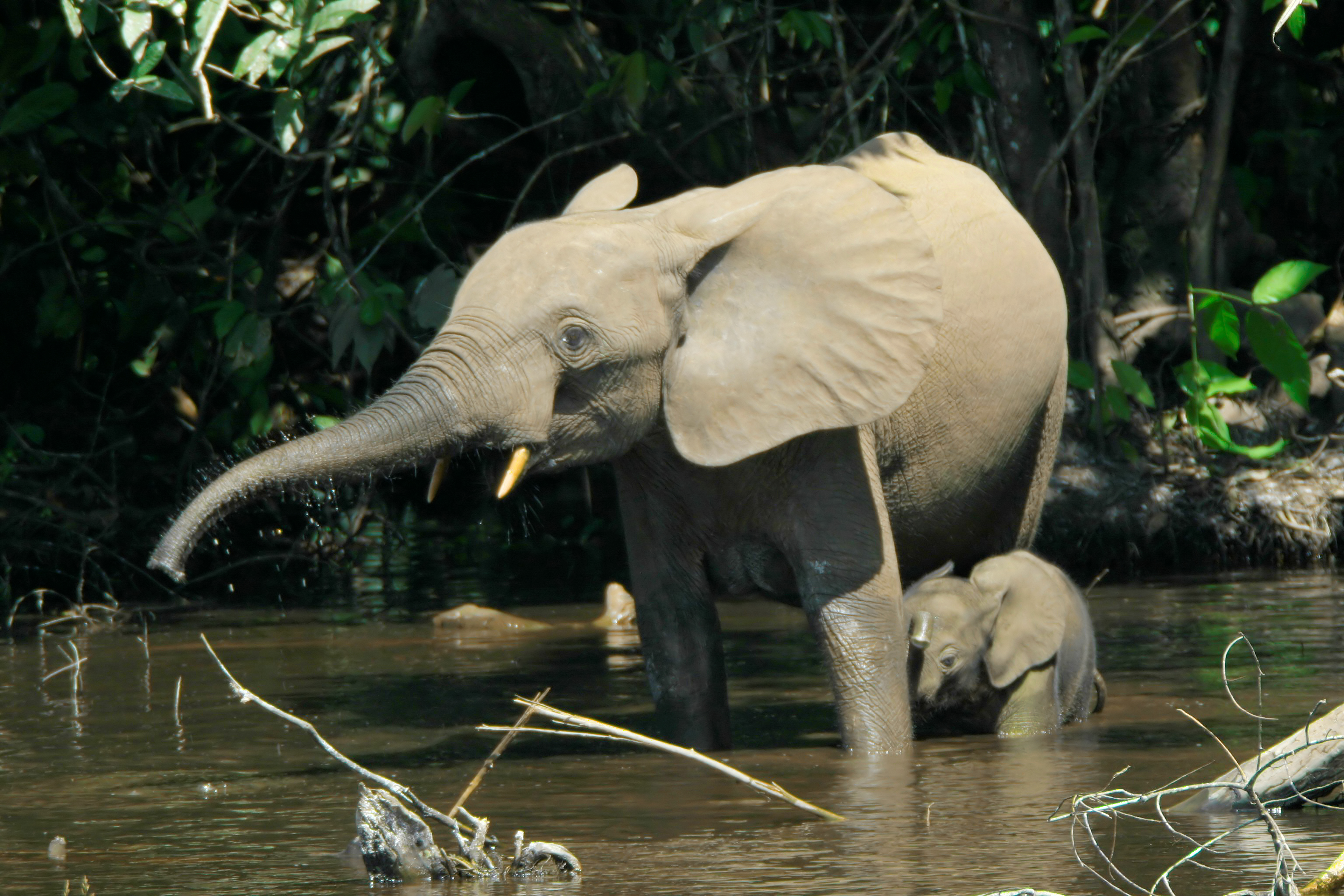

상가 트리내셔널(Sangha Trinational)은 중앙아프리카 공화국, 카메룬, 콩고 공화국 사이를 나누는 숲이다. 뛰어난 생물다양성과 고유한 생물학적 공동체로 인해 2012년에 유네스코 세계유산에 추가되었다. 3개의 국립공원이 위치해 있다: Nouabalé-Ndoki National Park(콩고), Lobéké National Park(카메룬), Dzanga-Ndoki National Park(중앙아프리카공화국) 면적이 크고 이들 세 공원에서 상대적으로 산림파괴가 적어 둥근귀코끼리, 고릴라, 늪영양, 침팬지 등 취약종들의 개체수가 번성할 수 있었다.

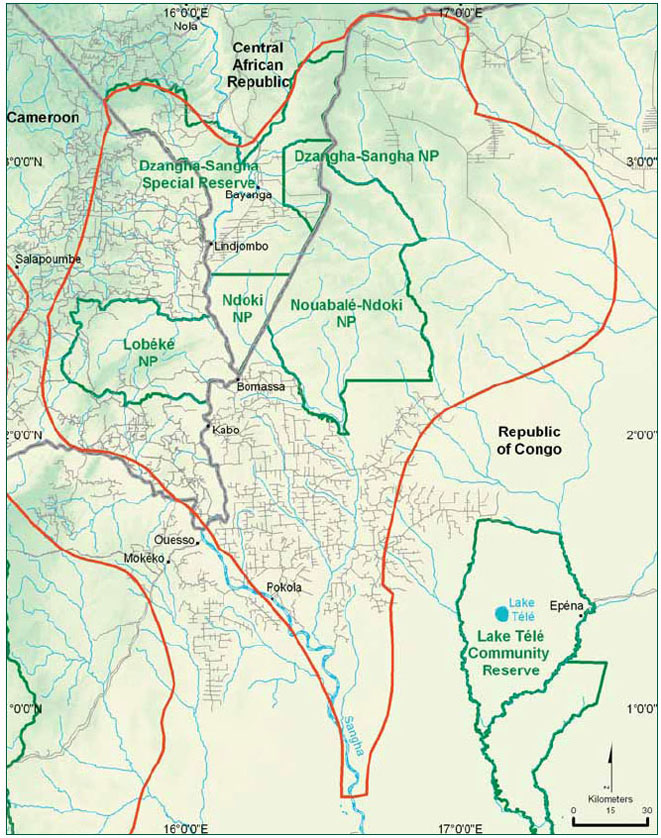
지도